# Armas combinadas

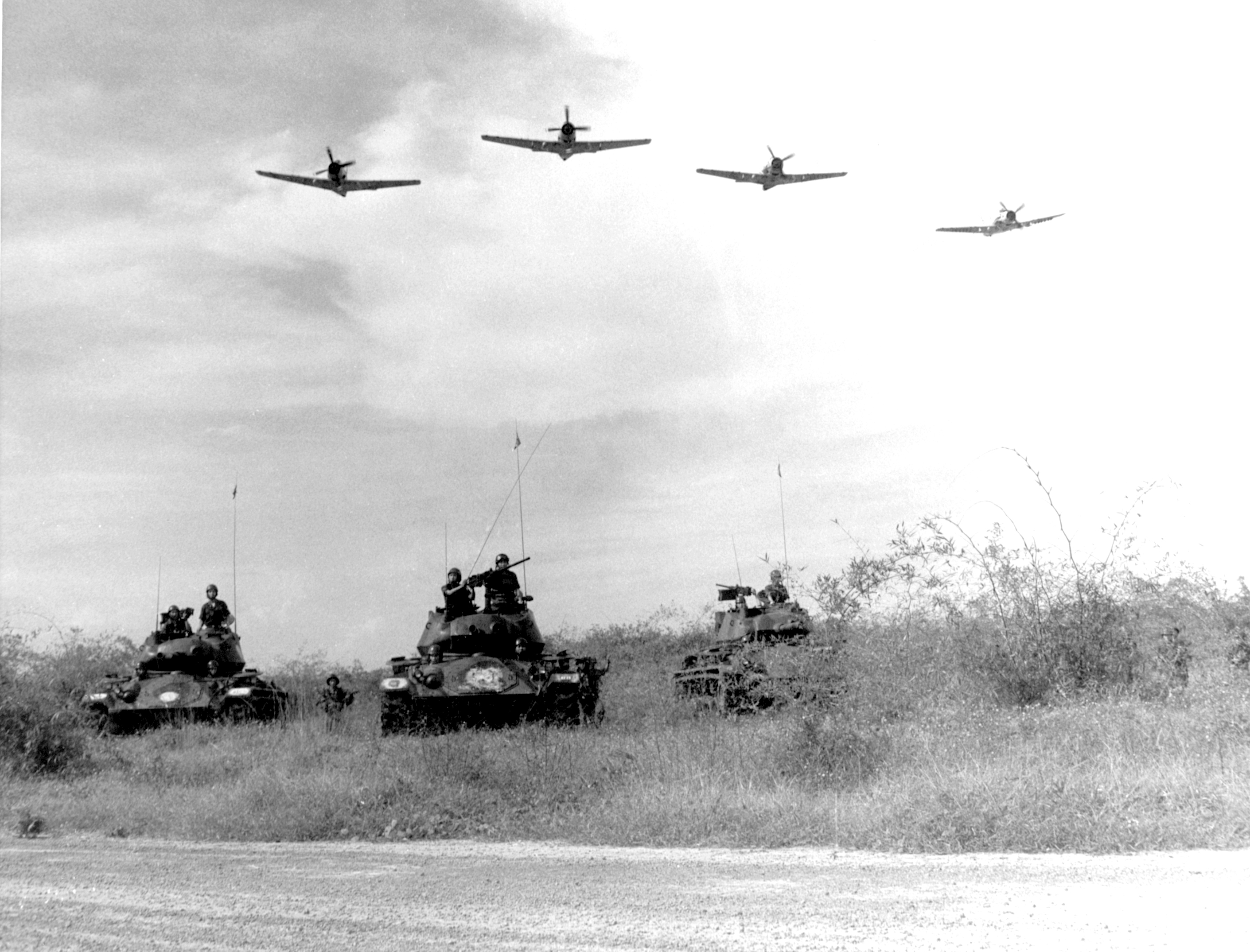
Los aviones Douglas A-1H sobrevuelan los tanques y las tropas terrestres survietnamitas, el 21 de noviembre de 1963, durante unas maniobras militares, en Vietnam del Sur.

Las armas combinadas es una aproximación a la guerra que busca integrar las diferentes armas de combate de una fuerza militar para lograr efectos mutuamente complementarios (por ejemplo, usando infantería y blindados en un ambiente urbano, donde una apoya a la otra, o ambas se apoyan mutuamente). La doctrina de armas combinadas se contrasta con las armas segregadas donde cada unidad militar está compuesta únicamente de solo un tipo de soldado o sistema de armas. Las armas segregadas es el método tradicional de organización de unidad o fuerza, empleada para proporcionar máxima cohesión de unidad y concentración de fuerza en un tipo específico de arma o unidad.
Aunque las unidades de los escalones inferiores del equipo de armas combinadas pueden ser de tipos similares, una mezcla equilibrada de tales unidades son combinadas en una efectiva unidad de escalón superior, ya sea formalmente en una tabla de organización o informalmente en una solución ad hoc a un problema del campo de batalla. Por ejemplo, una división acorazada —el moderno parangón de la doctrina de armas combinadas— consiste de una mezcla de infantería, tanques, artillería, reconocimiento blindado y quizás incluso unidades de helicópteros, todos coordinados y dirigidos por una estructura de mando unificada.
También, casi todas las unidades militares modernas pueden, si la situación lo requiere, solicitar el apoyo de las otras ramas de las fuerzas armadas, tales como cazas o cazabombarderos o fuerzas navales, para asistir en sus operaciones. La mezcla de armas es algunas veces realizada a niveles donde la homogeneidad normalmente prevalece, por ejemplo, al asignar temporalmente una compañía de tanques a un batallón de infantería.

## Guerra en la antigüedad
Las operaciones de armas combinadas se remontan a la antigüedad, donde los ejércitos usualmente desplegaban una pantalla de escaramuzadores para proteger a sus piqueros durante la aproximación al contacto. Sin embargo, especialmente en el caso de los hoplitas griegos, el foco del pensamiento militar se concentraba casi exclusivamente en la infantería pesada. En situaciones más elaboradas los ejércitos de varias nacionalidades desplegaban en campaña diferentes combinaciones de infantería ligera, media o pesada, caballería, carros de guerra, caballería de camellos, elefantes de guerra y artillería (armas mecánicas); el antiguo ejército persa es un excelente ejemplo de esto. Las armas en este contexto era cono mejor usar las unidades que cooperaban, con variadas armas desde armas de mano, lanzas o armas arrojadizas con el propósito de coordinar un ataque en el tiempo y el espacio que lograra de mejor forma desordenar y destruir al enemigo.
Filipo II de Macedonia mejoró en forma importante las limitadas tácticas de armas combinadas de las ciudades estado griegas y las concretó en la nueva creación de las falanges macedonias con caballería pesada y otras fuerzas. La falange mantendría a la línea enemiga fijada en el lugar hasta que la caballería pesada pudiera aplastar y romper la línea enemiga logrando la superioridad local.
La legión romana previa a las reformas de Mario era una fuerza de armas combinadas y consistía en cinco clases de soldados. Los ligeramente equipados vélites que actuaban como hostigadores armados con jabalinas livianas. Los hastati y los príncipes formaban la fuerza de ataque principal de la legión con espadas y pilum, mientras que los triarii formaban el núcleo defensivo de la legión combatiendo como una falange con largas picas y grandes escudos. La quinta clase era los équites, la caballería, usada para explorar, la persecución y para guarnecer los flancos.
Después de las reformas de Mario la Legión notoriamente fue una unidad de infantería pesada armada solo con gladius y pilum y desplegada en campaña con una pequeña cantidad de tropas auxiliares lanzadoras de jabalinas y de hostigadores, e incorporaba una pequeña unidad de caballería.
Algunas veces la Legión también se integraba a una unidad de armas combinadas del escalón superior, por ejemplo en un período era costumbre que un general tuviera el mando de dos legiones además de dos unidades auxiliares de tamaño similar, unidades más ligeras útiles para pantallas o para el combate en terreno agreste.
El ejército de la Dinastía Han también es un ejemplo, desplegando infantería para combate cercano, ballesteros y caballería (que iban desde arqueros a caballo a lanceros pesados).
Civilizaciones como las de los Cartaginenses y la de los Sasánidas también eran conocidas por haber puesto en campaña una combinación de infantería apoyada por una poderosa caballería.

## Edad Media
En el siglo VI, el emperador bizantino Mauricio I escribió el Strategikon, un manual de guerra que codificaba varias reformas militares de esa época. Estas reformas permanecerían relativamente sin cambios por 500 años. Actualmente, el Strategikon es considerado la primera formulación sofisticada de la teoría de armas combinadas.
Las victorias inglesas de Crecy, Poitiers y Agincourt fueron ejemplos de una forma simple de armas combinadas, con una mezcla de caballeros desmontado siendo una base para las formaciones de arqueros con arcos largos ingleses. Los ligeramente protegidos arqueros largos podían atacar a sus oponentes franceses a distancia, mientras que los hombres en armas con armaduras podían enfrentarse con cualquier francés que hubiera sido capaz de llegar a las líneas inglesas. Esto es el meollo de las armas combinadas: permitir la combinación de fuerzas para lograr lo que sería imposible para los elementos constituyentes hacer por sí mismos.
Durante finales de la Edad Media en Europa Occidental, los combatientes estaban principalmente organizados sobre la base de un equipo de armas combinadas o en una Lanza. La Lanza consistía de un terrateniente y los hombres a su servicio directo: los hombres con los cuales el iba a la guerra. El clásico ejemplo de una Lanza, como sucedía en la realeza francesa y las fuerzas opositoras burgundias, se caracterizaba por tener uno de caballería pesada noble, comúnmente conocido como un Caballero, apoyado por al menos dos Sargentos (soldados profesionales, en oposición al alto burgués, quien llevaba armas similares a los caballeros, solo que eran más ligeras y baratas), dos arqueros montados y entre dos y seis ayudantes de cámara o escuderos, tropas de apoyo no combatientes a servicio del caballero.
Como la vasta mayoría de la guerra medieval europea consistía en ejecutar incursiones y patrullas de largo alcance, la lanza era un importante método de proporcionar efecto de choque, poder de fuego de largo alcance y apoyo logístico para un séquito de caballeros preparado para el saqueo. Para la rara ocurrencia de una batalla campal, el más antiguo de los nobles separaría las lanzas, organizando a los hombres en una formación de bloque más familiar de armas individuales: los sargentos desmontados formarían la línea de batalla principal con arqueros y ballesteros en apoyo.
Los caballeros permanecerían montados y actuarían como exploradores, defensa de los flancos y en raras ocasiones, la fuerza principal de asalto frontal. Los sargentos, también conocidos como Hombres-En-Armas, principalmente eran soldados profesionales de origen común, aunque esto no siempre era el caso. Como la cantidad de soldados verdaderamente profesionales era muy baja, las Lanzas a menudo eran aumentadas por grandes cantidades de campesinos reclutados, milicias locales y mercenarios.
Las desventajas de las primeras armas de fuego forzaron al Ejército Español a adoptar las armas combinadas expresada en el Tercio. Los arcabuceros (armados con arcabuces) de disparo lento eran protegidos por los alabarderos (armados con picas) y los engorrosos alabarderos a su vez eran protegidos por los ágiles hombres de espada y broquel. El éxito del tercio inspiró que formaciones y tácticas similares fueran adoptadas por los ejércitos de otras naciones.
Por ejemplo el Ejército de Nuevo Modelo inglés consistía de mosqueteros mezclados con piqueros para formar una base de maniobra para la caballería.
El tercio reunido en masa declinó con las mejoras en la artillería, y evolucionó a unidades más pequeñas y flexibles. En la medida de que los mosquetes mejoraron, la proporción de picas a mosquetes declinó hasta que con la invención de la bayoneta, su número fue reducido a un puñado de partesanas acortadas que solo eran mantenidas como un símbolo de rango.

## Siglos XVII al XIX
El siglo XVII d. C. vio el aumento en el uso de las armas combinadas a un nivel más bajo (regimental). El rey Gustavo II Adolfo de Suecia fue el proponente de la idea. Para el apoyo de fuego él asignó equipos de «mosqueteros comandados» a unidades de caballería y desplegó cañones ligeros de 3 libras (1 kilo) para proporcionar a las unidades de infantería artillería orgánica.
En Japón, en la batalla de Nagashino (長篠の戦い) en el año 1575, las fuerzas del clan Oda emplearon exitosamente las armas combinadas contra el ejército del clan Takeda que confiaba fuertemente en la caballería. El clan Oda construyó empalizadas para proteger a sus mosqueteros ashigaru que derribaron a la caballería de los Takeda mientras que sus samurái acababan con cualquier enemigo que lograra aproximarse a distancia de combate cuerpo a cuerpo.
En el siglo XVIII d. C., el concepto de la legión fue revivido. Ahora las legiones consistían de mosqueteros, infantería ligera, dragones y artillería en una fuerza del tamaño de una brigada. A menudo estas legiones combinaban soldados profesionales y milicia. Quizás el ejemplo más notable es el uso de la caballería ligera, infantería ligera y la artillería a caballo ligera en destacamentos avanzados por el Grande Armée francés durante las Guerras Napoleónicas. Esto no era una idea nueva, ya habiendo sido usada para los cosacos del Ejército Imperial Ruso.
El uso de tropas móviles ligeras para llevar acciones decisivas vio aplicación durante la guerra civil estadounidense donde ambos lados combinaron la velocidad de la caballería con el poder de fuego de la infantería al usar infantería montada para realizar profundas incursiones en la retaguardia enemiga, saboteando la logística (a menudo vías férreas) para afectar el abastecimiento de las tropas en la línea del frente.
La necesidad para maniobrar fue enfatizada por la guerra civil estadounidense, y fue usada muy efectivamente por el Estado Mayor General Prusiano combinando el uso estratégico de los ferrocarriles con el nuevo poder de fuego entregado por la artillería y las armas cortas de disparo rápido para derrotar a Francia en 1871.

## Desarrollos en elsigloXX
El desarrollo de las modernas tácticas de armas combinadas comenzó en la Primera Guerra Mundial. A principios de la guerra, los combates se volvieron estáticos en lo que se conoció como la guerra de trincheras. Los generales de ambos lados aplicaron el pensamiento militar convencional a las nuevas armas y las situaciones que ellos enfrentaba. En estas etapas iniciales, normalmente las tácticas comprendían pesadas barreras de artillería seguidas por asaltos frontales en masa contra enemigos bien atrincherados. Estas tácticas fracasaron y resultaron en grandes pérdidas de vidas.
A medida que la guerra progresaba nuevas tácticas de armas combinadas fueron desarrolladas, a menudo descritas como la «batalla de todas las armas». Estas incluían apoyo de fuego de la artillería para los soldados atacantes (la barrera móvil), apoyo aéreo cercano y apoyo mutuo entre tanques y la infantería. Uno de los primeros casos del uso de armas combinadas ocurrió en la Batalla de Cambrai, en la que los británicos utilizaron tanques, artillería, infantería, armas cortas y poder aéreo para romper a través de las líneas enemigas. Anteriormente semejante batalla habría durado meses con mucho miles de bajas. La coordinación y planificación previa fueron elementos claves, y el uso de tácticas de armas combinadas en la Ofensiva de los Cien Días realizada en el año 1918 permitió a las fuerzas aliadas explotar el rompimiento en las trincheras enemigas, forzando la rendición de las Potencias Centrales.
Después de la Primera Guerra Mundial hubo un significativo grado de experimentación con las nuevas tecnologías, entre otros países Reino Unido, Francia y Unión Soviética. Para finales de la década de 1930 fueron los teóricos militares de la Unión Soviética quienes había desarrollado e implementado una doctrina totalmente integrada de armas combinadas con alguna cooperación de la Wehrmacht del Reich Alemán. De hecho la implementación era tan amplia que los ejércitos del Ejército Rojo eran conocidos como ejércitos de Armas Combinadas (Общевойсковая) para distinguirlos de Ejército de Tanques. Aproximadamente 95 de estos fueron creados durante la Segunda Guerra Mundial.
La doctrina soviética continuó su desarrollo después del final de la Segunda Guerra Mundial y en un intento de avanzar aún más en la integración de las Armas y Servicios en combate para el inicio de la década de 1960 desarrolló el primer vehículo de combate de infantería en la forma del BMP-1.
En el año 1963 el Cuerpo de Marines de los Estados Unidos formalizó el concepto de la Fuerza de Tareas Aeroterrestre, que combina la Aviación del Cuerpo de Marines de los Estados Unidos y las unidades terrestres de infantería de marina para realizar misiones expedicionarias.
La Guerra de Vietnam tuvo una profunda influencia en el desarrollo de la doctrina de armas combinadas del Ejército de Estados Unidos. Debido al muy difícil terreno que impedía el acceso a las áreas de operaciones del enemigo, a menudo las tropas eran desplegadas mediante el asalto aéreo. Por esta razón, las tropas estadounidenses en Vietnam vieron seis veces más combate que en las guerras precedentes, debido al meno tiempo utilizado en retrasos logísticos. Como resultado, una unidad de infantería incrementó su efectividad por un factor de cuatro para su tamaño, cuando era apoyada por helicópteros que entregaban municiones, comida y combustible. Con el tiempo el ejército estadounidense aprendió a combinar las operaciones de helicópteros con infantería aeromóvil y con unidades de blindados y de artillería que operaban desde bases de apoyo de fuego así como unidades de la armada ribereña  estadounidense y de apoyo aéreo cercano de la Fuerza Aérea de Estados Unidos que las apoyaban.
En la guerra afgano-soviética, los helicópteros fueron tratados como tanques ligeros voladores. Ellos casi siempre eran el primer elemento del asalto en hacer contacto en la batalla y a menudo eran los más efectivos. Sus protecciones de titanio y blindaje compuesto los hacían menos vulnerable al fuego de armas cortas. Aunque el Ejército Soviético probó ser efectivo en sus operaciones como unidades independientes dentro de las operaciones de armas combinadas, la naturaleza social del conflicto, el terreno y la inadecuada logística destruyeron el esfuerzo total realizado por el mando del 40.o Ejército, eventualmente forzando la retirada de las tropas soviéticas desde Afganistán.

### Periodo posterior a la Guerra Fría (1991 al presente)
En el año 1991 en la Guerra del Golfo una mezcla de ataques ejecutados por aeronaves de alas fijas incluyendo el bombardeo en alfombra y de precisión que fueron usados en combinación con grandes cantidades de ataques realizados por helicópteros de ataques. Durante la fase de asalto terrestre realizada por tanques y otros vehículos blindados de combate apoyados por aviones de ataque barrieron con las fuerzas enemigas restantes. La línea del frente se movió hacia adelante en entre 40–50km/h, en el límite superior de los vehículos a oruga del ejército.
En el año 2000, el Ejército de los Estados Unidos comenzó a desarrollar un nuevo conjunto de doctrinas para usar la superioridad en información para hacer la guerra. Seis piezas de equipamiento fueron cruciales para esto: el AWACS, el radar de mirada hacia abajo aerotransportado JSTARS, el sistema GPS, la radio digital VHF SINCGARS y los computadores reforzados. La mezcla es complementada por imágenes satelitales y la recepción pasiva de las emisiones de radio del enemigo, observadores adelantados con designadores digitales de blancos, aeronaves de reconocimiento especializadas, radares contra baterías y programas de posicionamiento de cañones para la artillería. Todo esto está interconectada a través de una red táctica de transmisión de datos.
Basado en esta doctrina, muchos vehículos terrestres estadounidenses se mueven por el terreno en forma solitaria. Si ellos se encuentran con tropas o una concentración de vehículos enemigos, estos asumirían una postura defensiva, disponiendo tanto fuego de cobertura como les sea posible, señalando los blancos para solicitar apoyo de elementos aéreos y de artillería. A los pocos minutos, aviones que se encontraban a la espera se dirigirían para apoyar al vehículo en tierra. Dentro de media hora fuerzas pesadas de ataque se concentrarían para relevar al vehículo aislado. En una hora y media el vehículo relevado sería reabastecido.